# Dziennik montażu
Dziennik montażu – przed 27 stycznia 2023 r. urzędowy dokument przebiegu robót budowlanych polegających na montażu określonego obiektu budowlanego lub jego części, oraz zdarzeń i okoliczności zachodzących w toku wykonywania tych robót, co określone było w art. 45 ust. 1 Prawa budowlanego. Dziennik montażu był więc w swej istocie tym samym co dziennik budowy, ale dla robót budowlanych wykonywanych metoda montażu. Dziennik montażu dołączano do dziennika budowy. Fakt jego założenia i prowadzenia powinien był być odnotowany w dzienniku budowy.
Do dziennika montażu stosowano odpowiednio przepisy prawa dotyczące dziennika budowy (art. 45 ust. 9), np. w zakresie założenia dziennika, jego formatu, osób uprawnionych do dokonywania wpisów w dzienniku, sposobie przechowywania itp.. Od 27 stycznia 2023 r. również w przypadku montażu prowadzi się dziennik budowy.